# Douera
Douera là một đô thị thuộc tỉnh Alger, Algérie. Dân số thời điểm năm 2002 là 41.804 người.